# Поджорсіні
Поджорсіні (італ. Poggiorsini) — муніципалітет в Італії, у регіоні Апулія, метрополійне місто Барі.
Поджорсіні розташоване на відстані близько 340 км на схід від Рима, 60 км на південний захід від Барі.
Населення — 1397 осіб (2014).
Щорічний фестиваль відбувається 11 серпня. Покровитель — Maria SS. Addolorata.

## Демографія
Населення за роками:

Станом на 1 січня 2023 року в муніципалітеті офіційно проживало 57 іноземців з 16 країн, серед них 1 громадянин країн Євросоюзу та 3 громадяни України.

## Сусідні муніципалітети
- Дженцано-ді-Луканія
- Гравіна-ін-Пулья
- Спінаццола